# Chloë Grace Moretz
Chloë Grace Moretz, född 10 februari 1997 i  Atlanta i Georgia, är en amerikansk skådespelare. Hon började sin skådespelarkarriär som barn, och blev känd för sin roll i filmen Kick-Ass. Hon har bland annat varit med i den tredje säsongen av Desperate Housewives och spelat en av huvurollerna i den amerikanska versionen av Låt den rätte komma in, Let Me In.

## Biografi
Moretz föddes i Atlanta, Georgia. Hon är dotter till en plastikkirurg och en sjuksköterska. Moretz har fyra äldre bröder. Hon har beskrivit sin familj som "mycket kristen". En av hennes bröder är hennes mentor inom skådespelaryrket, och följde tidigt i karriären med på resor när hennes föräldrar inte kunde närvara. Hon har tyska och engelska rötter.
Moretz flyttade från Georgia till New York år 2001, med sin mor och en äldre bror, eftersom han var antagen till en skådespelarskola. I samband med detta blev hon intresserad av skådespeleri. Hennes karriär i Hollywood började när hon och resten av hennes familj flyttade till Los Angeles 2003.
Hon är feminist, öppet lesbisk och har avvisat filmroller som hon ansett varit för sexualiserade. Men hon har även ställt upp på sexscener, som i The Miseducation of Cameron Post.

## Skådespelarkarriär
Moretz första roll i Hollywood var som Violet i två avsnitt av tv-serien Guardian, och hennes första filmroll var som Molly i Heart of the Beholder.
I sin andra filmroll, i en remake av The Amityville Horror, fick hon sitt första större erkännande i form av en nominering till Young Artist Award. Efter Amityville hade hon flera gästroller i tv, samt en roll som en av familjens barn i Big Mommas hus 2. De mest uppmärksammade tv-rollerna Moretz hittills gjort är den som Candy Stoker i ett avsnitt av My Name Is Earl, och som Sherri Maltby i Desperate Housewives. Moretz gjorde också rösten till Darby i den amerikanska versionen av Mina vänner Tiger & Nalle Puh.
2010 fick Moretz sitt stora genombrott när hon spelade superhjälten Hit-Girl i Matthew Vaughns film Kick-Ass, baserad på serieromanen med samma namn av Mark Millar och John Romita Jr.  Moretz tränade med Jackie Chans stunt-team i tre månader före inspelningen Kick-Ass, och gjorde de flesta av sina egna stunts i filmen. Samma år spelade hon Abby, en 12 år gammal vampyr, i Let Me In, den amerikanska nyinspelningen av den svenska filmen Låt den rätte komma in, som släpptes den 1 oktober 2010.
Under 2011 spelade Moretz bland annat rollen som Isabelle i Martin Scorseses filmatisering av Hugo Cabret, och hade även huvudrollen i Hick, en filmatisering av en roman av Andrea Portes.

## Filmografi (i urval)

### Film
| År   | Titel                            | Roll                         | Anmärkning                   |
| ---- | -------------------------------- | ---------------------------- | ---------------------------- |
| 2005 | Heart of the Beholder            | Molly                        |                              |
| 2005 | The Amityville Horror            | Chelsea Lutz                 |                              |
| 2005 | Today You Die                    | Tjejen på sjukhuset          |                              |
| 2006 | Big Mommas hus 2                 | Carrie Fuller                |                              |
| 2006 | Room 6                           | Melissa Norman               |                              |
| 2006 | Wicked Little Things             | Emma Tunny                   |                              |
| 2007 | Hallowed Ground                  | Sabrina                      |                              |
| 2008 | The Third Nail                   | Hailey                       |                              |
| 2008 | The Eye                          | Alicia                       |                              |
| 2008 | The Poker House                  | Cammie                       |                              |
| 2008 | Bolt                             | Penny som ung (röst)         |                              |
| 2009 | (500) Days of Summer             | Rachel Hansen                |                              |
| 2009 | Not Forgotten                    | Toby Bishop                  |                              |
| 2010 | Dagbok för alla mina fans        | Angie Steadman               |                              |
| 2010 | Kick-Ass                         | Mindy Macready / Hit-Girl    |                              |
| 2010 | Let Me In                        | Abby                         |                              |
| 2011 | Hick                             | Luli McMullen                |                              |
| 2011 | Texas Killing Fields             | Lilla Ann Sliger             |                              |
| 2011 | Hugo Cabret                      | Isabelle                     |                              |
| 2012 | Dark Shadows                     | Carolyn Stoddard             |                              |
| 2013 | Movie 43                         | Amanda                       | Segment: "Middleschool Date" |
| 2013 | Kick-Ass 2                       | Mindy Macready / Hit-Girl    |                              |
| 2013 | Carrie                           | Carrie White                 |                              |
| 2013 | Girl Rising                      | Berättare                    | Dokumentär                   |
| 2014 | Muppets Most Wanted              | Tidningsflicka               | Cameo                        |
| 2014 | Laggies                          | Annika                       |                              |
| 2014 | Moln över Sils Maria             | Jo-Anne Ellis                |                              |
| 2014 | If I Stay                        | Mia Hall                     |                              |
| 2014 | The Equalizer                    | Teri                         |                              |
| 2015 | Dark Places                      | Diondra Wertzner som ung     |                              |
| 2016 | The 5th Wave                     | Cassiopeia "Cassie" Sullivan |                              |
| 2016 | Neighbors 2: Sorority Rising     | Shelby                       |                              |
| 2016 | Brain on Fire                    | Susannah Cahalan             |                              |
| 2017 | I Love You, Daddy                | China Topher                 |                              |
| 2017 | November Criminals               | Phoebe "Digger"              |                              |
| 2018 | The Miseducation of Cameron Post | Cameron Post                 |                              |
| 2018 | Suspiria                         | Patricia Hingle              |                              |
| 2018 | Greta                            | Frances                      |                              |
| 2019 | The Addams Family                | Wednesday Addams (röst)      |                              |
| 2019 | Red Shoes and the Seven Dwarfs   | Snövit (röst)                |                              |
| 2020 | Shadow in the Cloud              | Flygofficer Maude Garrett    |                              |
| 2021 | Tom and Jerry                    | Kayla                        |                              |
| 2021 | The Addams Family 2              | Wednesday Addams (röst)      |                              |
| 2023 | Nimona                           | Nimona (röst)                |                              |

### TV
| År        | Titel                           | Roll            | Anmärkning                                         |
| --------- | ------------------------------- | --------------- | -------------------------------------------------- |
| 2004      | Guardian                        | Violet          | 2 avsnitt                                          |
| 2005      | Family Plan                     | Charlie som ung | TV-film                                            |
| 2005      | My Name Is Earl                 | Candy Stoker    | Avsnittet: "Broke Joy's Fancy Figurine"            |
| 2006      | Kejsarens nya skola             | Furi (röst)     | Avsnittet: "Kuzcogarten/Evil and Eviler"           |
| 2006–2007 | Desperate Housewives            | Sherri Maltby   | 2 avsnitt                                          |
| 2007–2008 | Dirty Sexy Money                | Kiki George     | 7 avsnitt                                          |
| 2007–2010 | Mina vänner Tiger och Nalle Puh | Darby (röst)    | 87 avsnitt                                         |
| 2011–2013 | 30 Rock                         | Kaylie Hooper   | 3 avsnitt                                          |
| 2013      | American Dad!                   | Honey (röst)    | Avsnittet: "Steve & Snot's Test-Tubular Adventure" |

## TV-spel
- 2010 – Kick-Ass: The Game (röst: Hit-Girl / Mindy Macready)
- 2012  – Dishonored (röst: Emily Kaldwin I)

## Utmärkelser (i urval)
| År   | Pris                   | Kategori                                               | Film                   | Resultat |
| ---- | ---------------------- | ------------------------------------------------------ | ---------------------- | -------- |
| 2010 | Scream Awards          | Bästa genombrottprestation - Kvinna                    | Kick-Ass               | Vann     |
| 2011 | MTV Movie Award        | Bästa genombrottsstjärna                               | Kick-Ass               | Vann     |
| 2011 | MTV Movie Award        | "Biggest Badass Star"                                  | Kick-Ass               | Vann     |
| 2011 | Empire Award           | Bästa nykomlingen                                      | Kick-Ass och Let Me In | Vann     |
| 2011 | Saturn Award           | Bästa prestation av en yngre skådespelare              | Let Me In              | Vann     |
| 2011 | Scream Award           | Bästa skräckfilmsskådespelerskan                       | Let Me In              | Vann     |
| 2011 | Young Artist Award     | Bästa prestation i en långfilm - Ung skådespelargrupp  | Diary Of a Wimpy Kid   | Vann     |
| 2012 | People's Choice Award  | Favoritfilmstjärna under 25 år                         | Hugo                   | Vann     |
| 2012 | CinemaCon BSA Award    | Morgondagens kvinnliga stjärna                         | Hugo                   | Vann     |
| 2012 | Young Artist Award     | Bästa unga skådespelerskan i en långfilm som huvudroll | Hugo                   | Vann     |
| 2012 | Crystal Awards         | Framtidens ansikte                                     |                        | Vann     |
| 2013 | MTV Movie Award        | "Summer's Biggest Teen Bad A**"                        | Kick-Ass 2             | Vann     |
| 2014 | Saturn Award           | Bästa prestation av en yngre skådespelare.             | Carrie                 | Vann     |
| 2014 | Young Hollywood Awards | Fansens favoritskådespelarska                          |                        | Vann     |
| 2014 | People Magazine Awards | Nästa generations stjärna                              |                        | Vann     |
| 2015 | People's Choice Award  | Favoritskådespelerska i en dramafilm                   |                        | Vann     |
| 2015 | Teen Choice Award      | Choices Filmskådespelerska: Drama                      | If I Stay              | Vann     |